# Dracula (film 1980)
Dracula (闇の帝王 吸血鬼ドラキュラ?, Yami no teiō - Kyūketsuki Dorakyura, lett. "L'imperatore delle tenebre - Dracula il vampiro") è un film per la televisione d'animazione giapponese del 1980 diretto da Minoru Okazaki e prodotto da Toei Animation e Marvel Comics. 
Il film è un adattamento del fumetto "The Tomb of Dracula" con protagonista il Dracula della Marvel, serie creata da Gerry Conway, Archie Goodwin, Gardner Fox e Marv Wolfman, pubblicata da Marvel Comics dall'aprile 1972 all'agosto 1979 e a sua volta ispirata al romanzo di Bram Stoker. Gran parte della trama principale è stata condensata e molti personaggi e sottotrame sono stati troncati o omessi. 

## Trama
A Boston, Dracula si intromette durante una messa nera e "ruba" la promessa sposa a Satana e se ne innamora sottraendola al suo destino di vittima sacrificale. Un vecchio ferma un giovane dicendogli che lui è l'ultimo discendente umano della famiglia del conte Dracula e che soltanto lui può ucciderlo, gli propone quindi di entrare a far parte del suo gruppo di cacciatori di vampiri. Il professore è un discendente di Jonathan Harker e la fanciulla che lo accompagna è la discendente di Van Helsing, entrambi morti per mano di Dracula tempo prima. Satana è furente con il re dei vampiri per l'affronto subito e stabilisce il suo piano per punirlo. La fanciulla, da lui rapita, ha un figlio dal vampiro, ma il bimbo viene ucciso durante uno scontro con il sacerdote di Satana. I cacciatori iniziano a dare a loro volta la caccia al vampiro. Dio risveglia Janus e gli dà il corpo di un adulto in modo che sia lui a distruggere suo padre. Dracula tenta in ogni modo di difendersi per sconfiggere il signore del male.

## Distribuzione
Il film è stato trasmesso in Giappone 19 agosto 1980 dall'emittente TV Asahi.
In Nord America il film è stato scarsamente distribuito in TV via cavo nel 1983 da Harmony Gold, doppiato in inglese con il titolo Dracula: Sovereign of the Damned.
L'edizione italiana, a cura della Oceania Film, venne distribuita da ITB e trasmessa su alcune televisioni locali nel 1984. Venne poi pubblicata in DVD da Mondo Home Entertainment.

## Personaggi e doppiatori
| Personaggio        | Voci giapponesi originali | Doppiatore Inglese | Doppiatore italiano |
| ------------------ | ------------------------- | ------------------ | ------------------- |
| Dracula            | Kenji Utsumi              | Tom Wyner          | Renato Montanari    |
| Domini             | Hiroko Suzuki             | Arlene Banas       |                     |
| Janus              | Kazuyuki Sogabe           |                    |                     |
| Quincy Harker      | Yasuo Hisamatsu           |                    |                     |
| Rachel van Helsing | Mami Koyama               | Melanie MacQueen   | Beatrice Margiotti  |
| Frank Drake        | Keiichi Noda              | Dan Woren          |                     |
| Satan              | Hidekatsu Shibata         | Richard Epcar      |                     |
| Lilith             | Reiko Katsura             | Edie Mirman        |                     |
| Anton Lupeski      | Junpei Takiguchi          |                    |                     |
| Torgo              | Yasuo Tanaka              | Robert V. Barron   |                     |
| Saint              | Ryō Ishihara              |                    |                     |
| Rumi               |                           |                    | Susanna Fassetta    |
| Narratore          | Ryō Ishihara              | Robert V. Barron   |                     |